# تل چخماقی
تل چخماقی مربوط به هزاره سوم و۴ قبل از میلاد است و در شهرستان ارسنجان، بخش مرکزی، دهستان شوراب، ۳۰۰ متری جنوب غربی روستای کوهنجان واقع شده و این اثر در تاریخ ۳۰ بهمن ۱۳۸۶ با شمارهٔ ثبت ۲۰۸۸۰ به‌عنوان یکی از آثار ملی ایران به ثبت رسیده است.